# Matija Krajčinović
Matija Krajčinović (Jabukovac kraj Petrinje, 8. srpnja 1892. – Beograd, 16. rujna 1975.) je bio kemijski inženjer, utemeljitelj nastave organske kemijske tehnologije.

## Životopis
Diplomirao je na Kemičko-inženjerskom odjelu Tehničke visoke škole (danas poznat kao Fakultet kemijskog inženjerstva i tehnologije) u Zagrebu 1925., gdje se zatim zaposlio kao asistent u Zavodu za organsku kemiju kod Ivana Mareka. Nakon usavršavanja u Kemijskom institutu Sveučilišta u Nancyju kod Gustavea Vavona (1926. – 1927.), doktorirao je na zagrebačkome fakultetu 1927. disertacijom 'Produkti međusobnog djelovanja hlorsulfonske kiseline i acetilhlorida kod različitih temperatura". Iste je godine preuzeo predavanja kolegija "Organska kemijska tehnologija" i "Kemija živežnih namirnica", te postao predstojnik novoosnovanoga "Zavoda za organsku kemijsku tehnologiju", koji je vodio do umirovljenja 1959. Redoviti profesor bio je od 1944. Bio je starješina Kemijsko-tehnološkog odsjeka zagrebačkog Tehničkoga fakulteta 1945. – 1948. Bio je osobito zaslužan za razvoj nastave organske kemijske tehnologije kao kemijsko-inženjerske discipline, što je potaknulo kasnije osamostaljivanje Prehrambeno-biotehnološkoga i Tekstilno-tehnološkoga fakulteta. Godine 1963. preselio se u Beograd, gdje je predavao na Prirodno-matematičkom i Tehnološkome fakultetu, a u Skoplju na Tehničkome fakultetu.
Bavio se rješavanjem široke palete tehničkih problema: oplemenjivanjem sirova sojina zrna za ljudsku hranu, ispitivanjem domaćih glina, pripravom preparata i refugitivnih sredstava protiv golubačke i maslinove mušice, ispitivanjem metoda bojenja biljnim bojama, dobivanjem tehničke celuloze iz kukuruzovine i druge. Autor je udžbenika "Tehnologija i analiza boja" (1950.), "Organska kemijska tehnologija" (1952.), "Organska kemijska tehnologija tekstilnih vlakana I" (1954.), "Tehnologija masti i ulja"' (1959.) i druge. 

## Vanjske poveznice
- Matija Krajčinović Hrvatska tehnička enciklopedija, portal hrvatske tehničke baštine. LZMK